# Jabloko
Jabloko (dansk: ~ æble) eller Det russiske demokratiske parti "Jabloko" (russisk: Росси́йская Демократи́ческая Па́ртия "Я́блоко", tr. Rossíjskaja Demokratítjeskaja Pártija "Jábloko") er et politisk parti i Rusland. Jabloko er et liberalt parti og er medlem af Den liberale internationale, og dermed søsterparti til Radikale Venstre og Venstre i Danmark. Partiet opfatter sig som en del af den demokratiske opposition til præsident Vladimir Putin. Partiet blev grundlagt af Grigorij Javlinskij og er under ledelse af Nikolaj Rybakov, som i 2019 afløste Emilija Slabunova.
Jabloko opstod som en valgalliance før det russiske parlamentsvalg i 1993. Alliancen fik 7,9 % af stemmerne ved valget, men har ved senere valg ikke øget stemmetallene. I januar 1995 blev Jabloko organiseret som et politisk parti. Jabloko støtter markedsreformer, men ikke til en hver pris og på alle områder, som for eksempel sundhedsvæsen, uddanelsesvæsen, kultur og miljøbeskyttelse. Partiet opfatter sig således som socialliberalt. Jabloko var meget kritiske overfor krigen i Tjetjenien.
Efter Vladimir Putin kom til magten har partiet advaret mod indskrænkninger i demokratiske rettigheder i Rusland. Ved parlamentsvalget i 2003 havnede partiet under spærregrensen på 5 % og fik kun indvalgt fire repræsentanter i enkeltmandskredse. Javlinskij anklagede Putin for valgfusk for at forhindre at Jabloko og et andet demokratisk parti, Unionen af højrekræfter, skulle komme ind i Dumaen. Ved præsidentvalget i 2004 opstillede Jabloko derfor ingen kandidat. Ved parlamentsvalget i 2007 blev partiet ikke repræsenteret i parlamentet.